# Bande dessinée de science-fiction

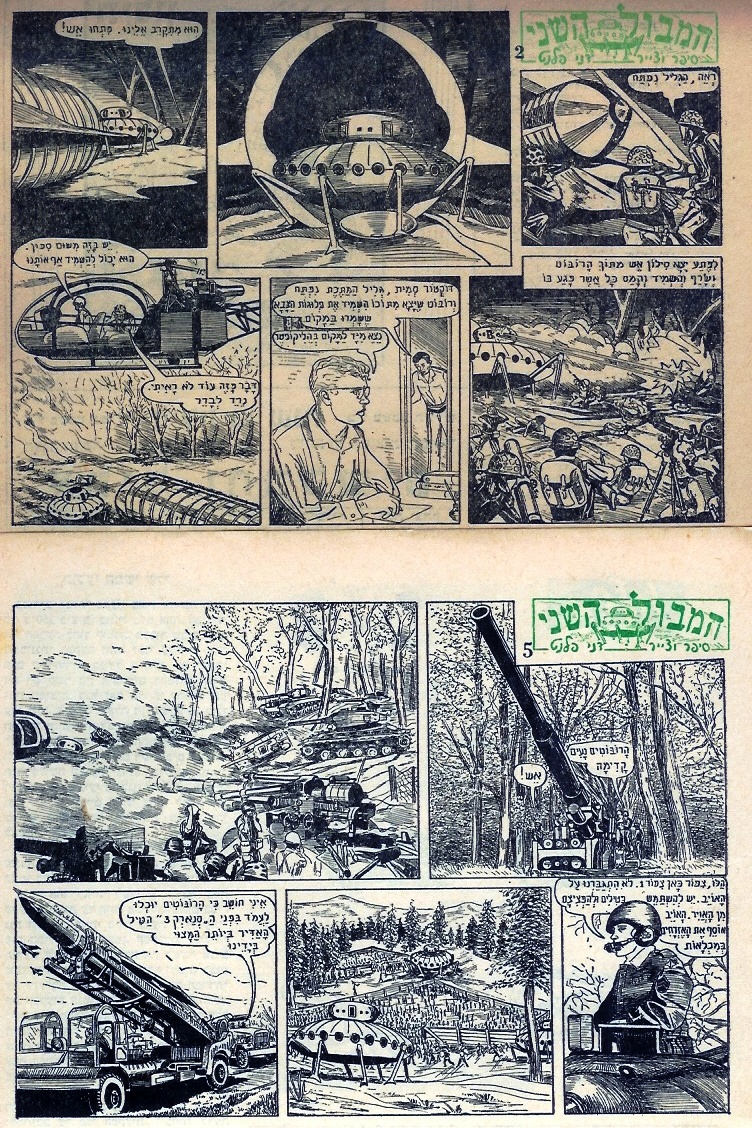
Exemple de bande dessinée de science-fiction - années 1960 - Daniel Palant.

La bande dessinée de science-fiction est un genre de bande dessinée mettant en scène des éléments caractéristique du genre de la science-fiction.
On peut faire remonter la publication de la première bande dessinée de science-fiction à Mr. Skygack, from Mars (en) d'A. D. Condo (en), publiée dans la presse à partir de 1907,.
La première bande dessinée de science-fiction non humoristique est le comics Buck Rogers créé en 1929.